# Gameza (kommun i Colombia)
Gameza är en kommun i Colombia.   Den ligger i departementet Boyacá, i den centrala delen av landet, 200 km nordost om huvudstaden Bogotá. Antalet invånare är 5 669.